# Berreta (Santa Fe)
Berreta o Berretta es una localidad del Departamento Iriondo, Provincia de Santa Fe, Argentina. Se ubica a 65 km de Rosario y a 22 km de Cañada de Gómez (Cabecera Departamental).Administrativamente pertenece a la comuna de Correa.
A septiembre de 2023, el pueblo contaba con solo 10 habitantes, motivo por el cual se impulsaron políticas a los fines de repoblar el lugar.

## Historia
Debe su nombre a Sebastián Berretta, un ingeniero civil que hacia mediados de la década de 1880 se dedicó a la construcción de distintos ramales del Ferrocarril Oeste y de la línea que unía la ciudad de La Plata con Magdalena.
En 1894 fundó un establecimiento agrícola-ganadero entre Casilda y Cañada de Gómez, cercano a una estación del Ferrocarril Central Argentino, que luego fue bautizada como Estación Berretta.
El pueblo propiamente dicho, se fundó en 1925 por iniciativa de María Luisa Correa, quien fuera propietaria de esas tierras.
El tren de pasajeros dejó de funcionar a finales de los años 70, mientras que los trenes de carga siguieron circulando hasta la década de 1990.